# 槌谷裕司
槌谷 裕司（つちや ゆうじ）は、日本の内閣府官僚。沖縄総合事務局長や、沖縄振興開発金融公庫理事、内閣府沖縄振興局長などを歴任した。

## 人物・経歴
北海道磯谷郡蘭越町出身。北海道倶知安高等学校を経て、1981年中央大学法学部卒業、総理府入庁。総務省統計局統計調査部調査企画課長などを経て、2008年内閣府大臣官房審議官。2011年内閣府沖縄総合事務局長。2013年沖縄振興開発金融公庫理事。2015年内閣府大臣官房総括審議官。2016年から内閣府沖縄振興局長を務め、石垣市で日本初となるバス自動運転車実証実験を進めるなどした。